# Inga cabelo
Inga cabelo är en ärtväxtart som beskrevs av Terence Dale Pennington. Inga cabelo ingår i släktet Inga och familjen ärtväxter. IUCN kategoriserar arten globalt som starkt hotad. Inga underarter finns listade i Catalogue of Life.